# إيفا ميليه
إيفا ميلي (ولدت في 1 أبريل 1985)، من لاتيفيا، هي لاعبة رياضية برالمبية متخصصة في رياضة الرماية القوس .
شاركت مرة واحدة في دورة الألعاب البارالمبية الصيفية وظهرت في بطولة العالم ضمن رياضة الرماية بالقوس، ووصلت الى مراحل متقدمة بكأس العالم. وهي متخصصة في صناعة المجوهرات. 
كان اداء ميلي في بطولة العالم للرماية لذوي الاحتياجات الخاصة عام 2015  مميز ، حيث تأهلهت إلى دورة الألعاب البارالمبية الصيفية 2016، والتي كانت أول مشاركة لها. حيث حصلت على مركز متقدم في مسابقات الرماية النسائية المفتوحة بعد هزيمتها للرامية التشيكية ماركيتا سيدكوفا في مجموعات متتالية.

## روابط خارجية
- ايفا ميلي في بطولة
- إيفا ميليه في اللجنة البارالمبية الدولية